# Naxidia maculata
Naxidia maculata là một loài bướm đêm trong họ Geometridae.